# Enicospilus camboui
Enicospilus camboui là một loài tò vò trong họ Ichneumonidae.